# Smirnowia turkestana
Smirnowia turkestana är en ärtväxtart som beskrevs av Aleksandr Andrejevitj Bunge. Smirnowia turkestana ingår i släktet Smirnowia och familjen ärtväxter. Inga underarter finns listade i Catalogue of Life.